# Thomas Bropleh
Thomas Bropleh (Denver, 17 agosto 1991) è un cestista statunitense con cittadinanza liberiana.

## Palmarès

### Squadra
- Copa Princesa de Asturias: 1

Betis Siviglia: 2019

### Individuale
- MVP Copa Princesa de Asturias: 1

Betis Siviglia: 2019